# Nautilus macromphalus
Nautilus macromphalus (лат.) — вид головоногих моллюсков из рода Nautilus. Распространён в водах Новой Каледонии и у северо-восточного побережья Австралии.
Как и все наутилусы, Nautilus macromphalus обычно держатся на глубине в несколько сотен метров, но по ночам они поднимаются к самой поверхности (от 2 до 20 м), чтобы питаться.
Nautilus macromphalus — самый мелкий вид наутилусов. Диаметр его раковины обычно до 16 см, максимальный — 18 см.